# Sejm ekstraordynaryjny
Sejm ekstraordynaryjny, nadzwyczajny (z łac. extra ordinem ‘poza porządkiem’) – w Rzeczypospolitej po 1573 r. sejm zwoływany przez króla w razie potrzeby na okres nie dłuższy niż dwa tygodnie. Sejmy zwyczajne na mocy artykułów henrykowskich były zwoływane co dwa lata, a w razie konieczności (np. w przypadku bezpośredniego zagrożenia państwa) król mógł zwołać sejm nadzwyczajny.